# Fraktura penisu

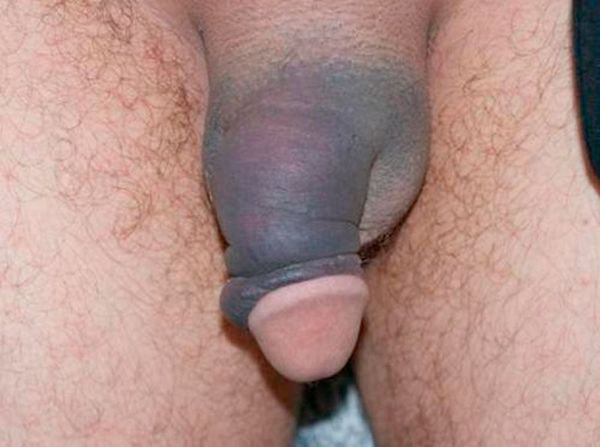
Fraktura, či ruptura, penisu u 32letého muže. Na genitáliích je patrný hematom.

Fraktura penisu (či ruptura penisu; odborně ruptura tunica albuginea kavernózních / topořivých těles; hovorově zlomenina penisu) je fyzické poranění pánského zevního genitálu, způsobené poškozením v něm obsažených topořivých tělísek, ke kterému dochází velmi ojediněle např. při úrazu, nehodě při sexuálním aktu, či genetické vadě.